# Latara

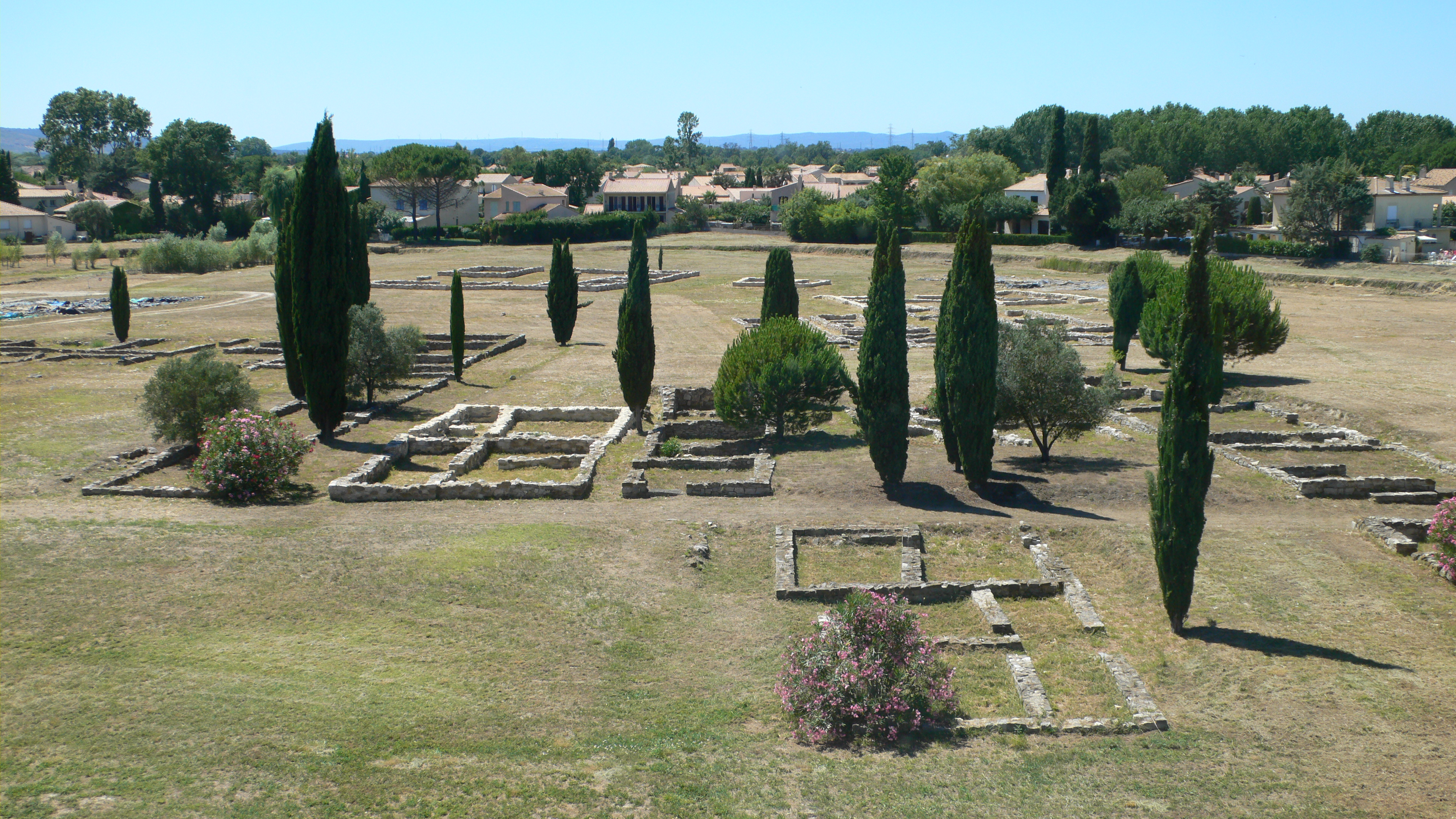
Fundamentreste der antiken Siedlung von Latara auf dem Gelände des Musée archéologique Henri-Prades

Latara  (auch Lattara) ist eine antike Hafenstadt etwa fünf Kilometer südöstlich von Montpellier. Das Gebiet der ehemaligen Lagunenstadt entspricht in etwa dem des heutigen Lattes. 

## Antike Quellen
Latara wurde sowohl von Plinius dem Älteren in seiner Historia naturalis (Band IX, 9 und Band IX, 29-32) als auch von dem römischen Geographen Pomponius Mela in seiner De Chorographia (II, 80) erwähnt. Darüber hinaus gibt es zwei Inschriften (von Saint-Sauveur und von Villeneuve-lès-Maguelone (Herault)), in denen Latara genannt wird.

## Geschichte
Die Siedlung wird etwa in die Zeit vom 6. Jahrhundert v. Chr. bis ins 2. Jahrhundert n. Chr. datiert und zeigt eine etruskische, griechische und römische Phase. Die lange Zeit vergessene Stätte wurde erst durch Keramikfunde zweier Schüler im Jahr 1963 wieder ans Licht der Öffentlichkeit gebracht.

## Archäologie

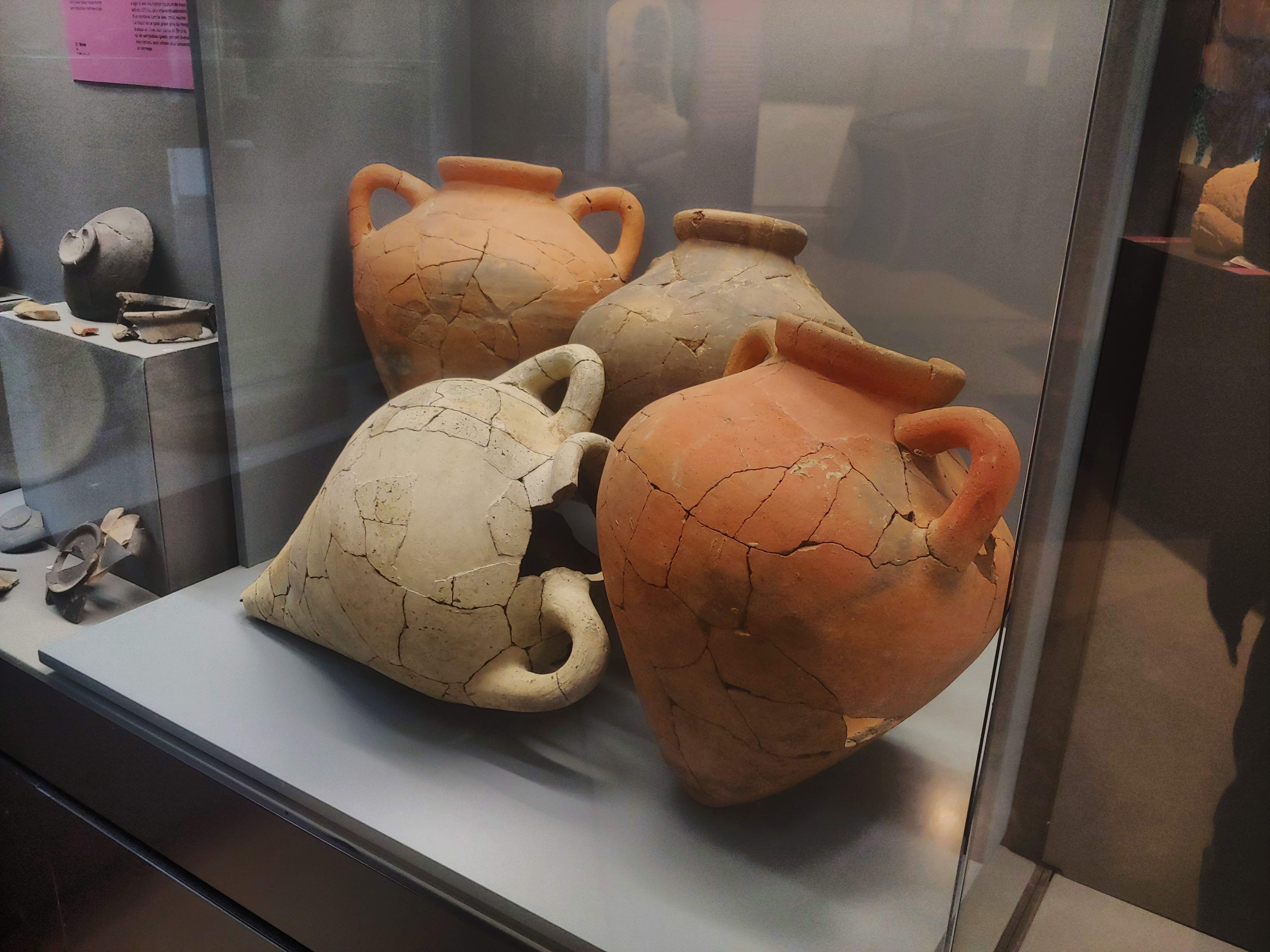
Gallische Keramik in Lattara.

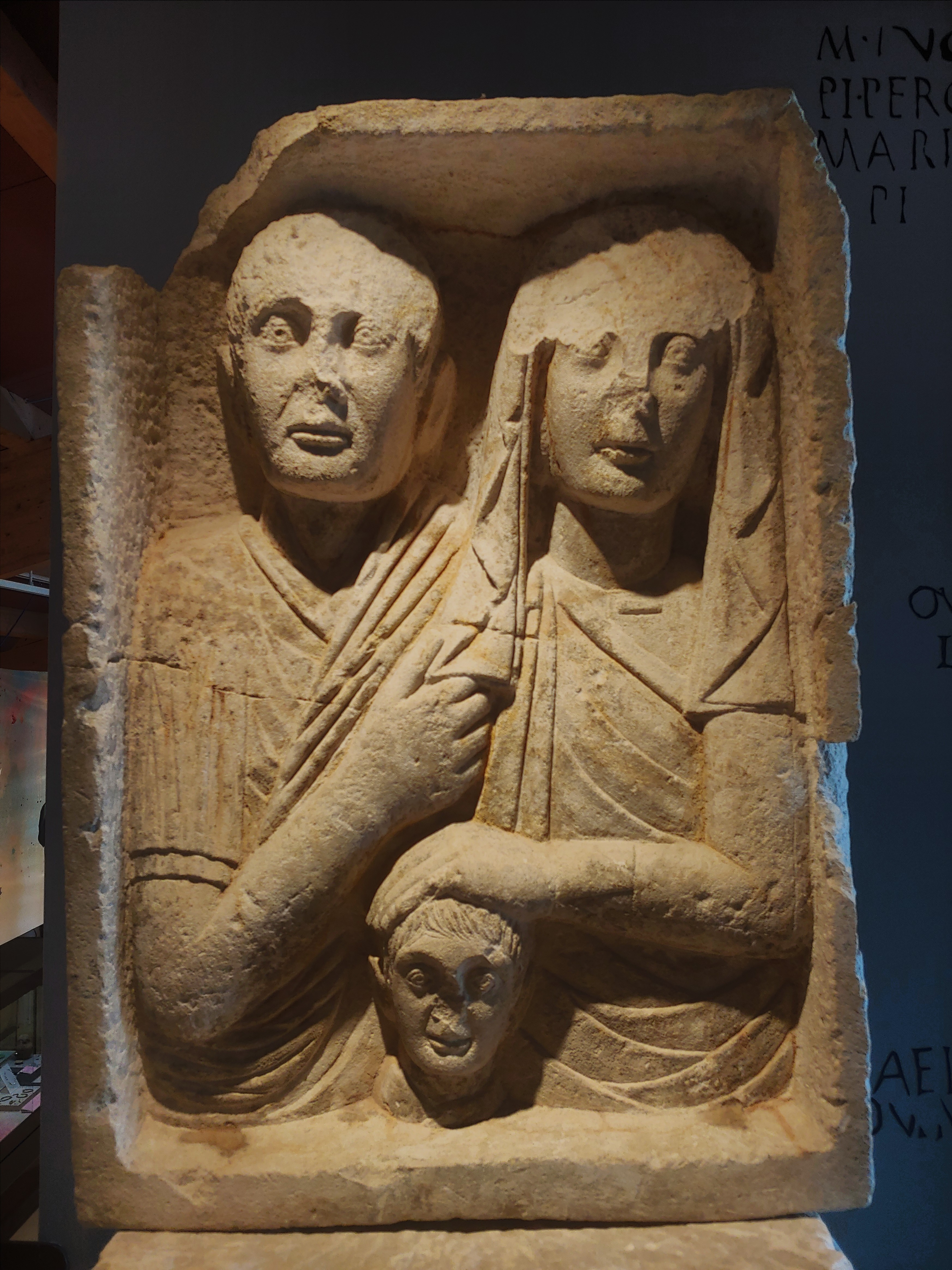
Gallo-römische Grabstele

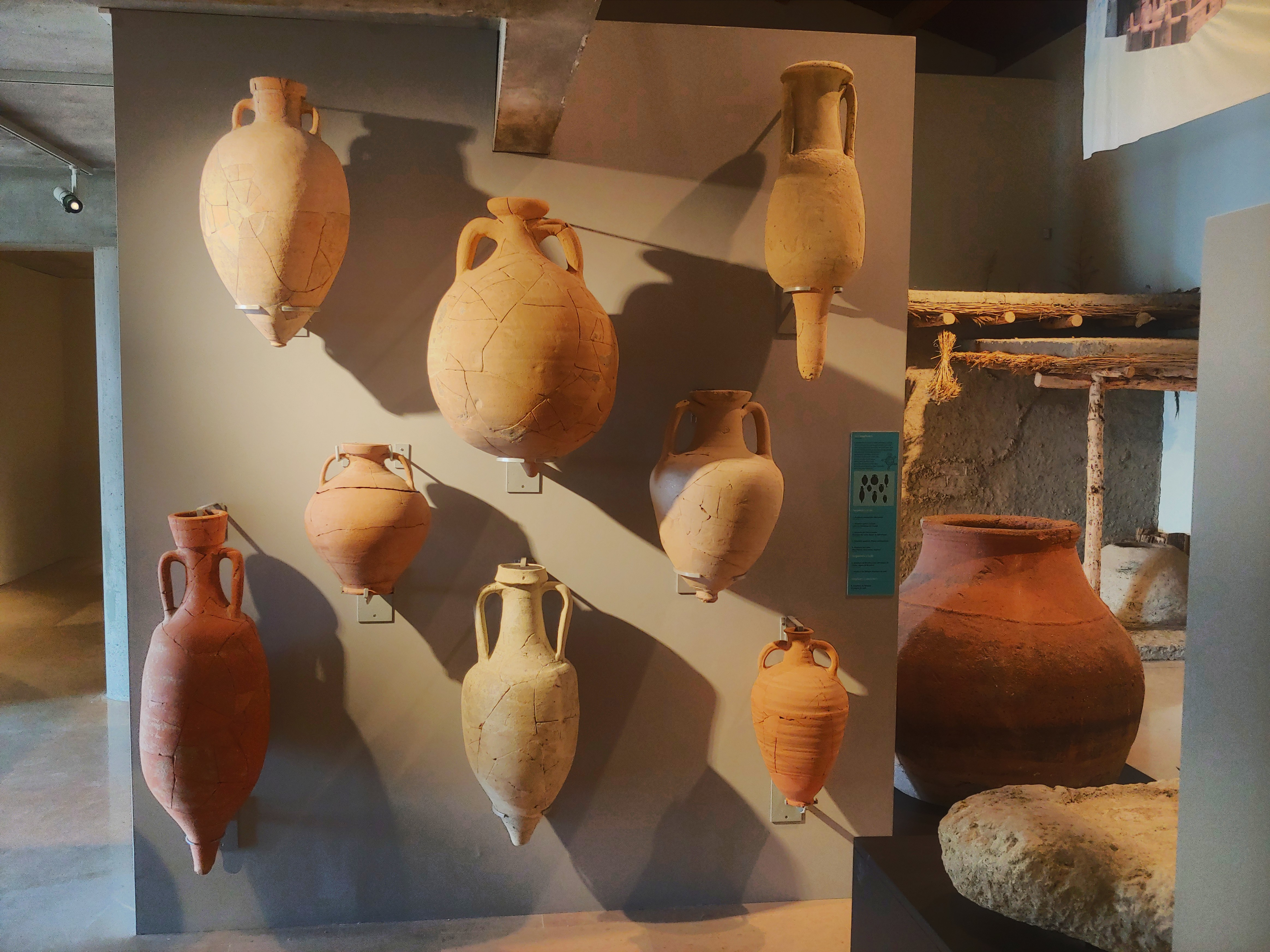
In Lattara entdeckte Amphoren

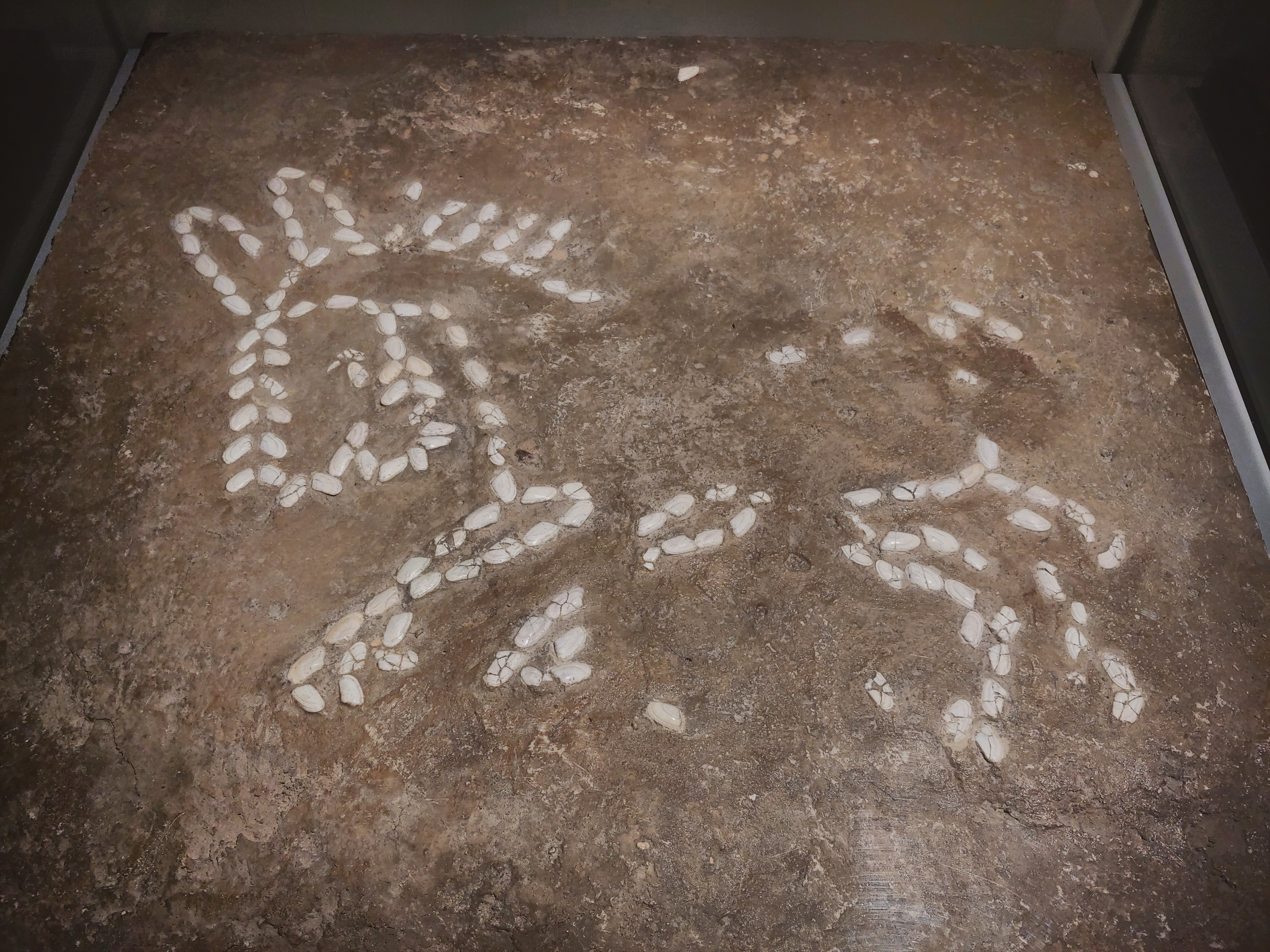
Gallisches Dekor aus Muscheln.

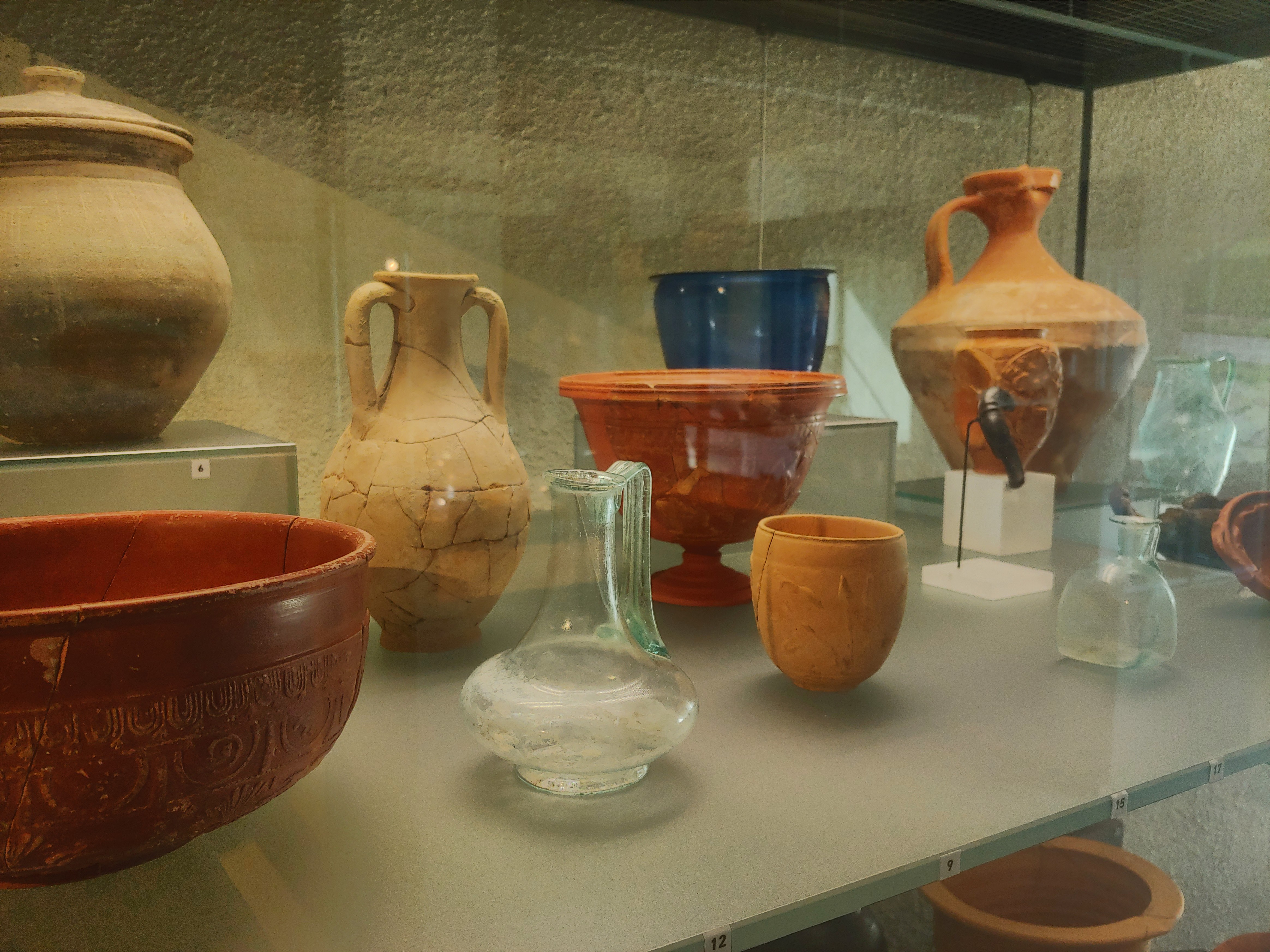
Gallische Flaschen.

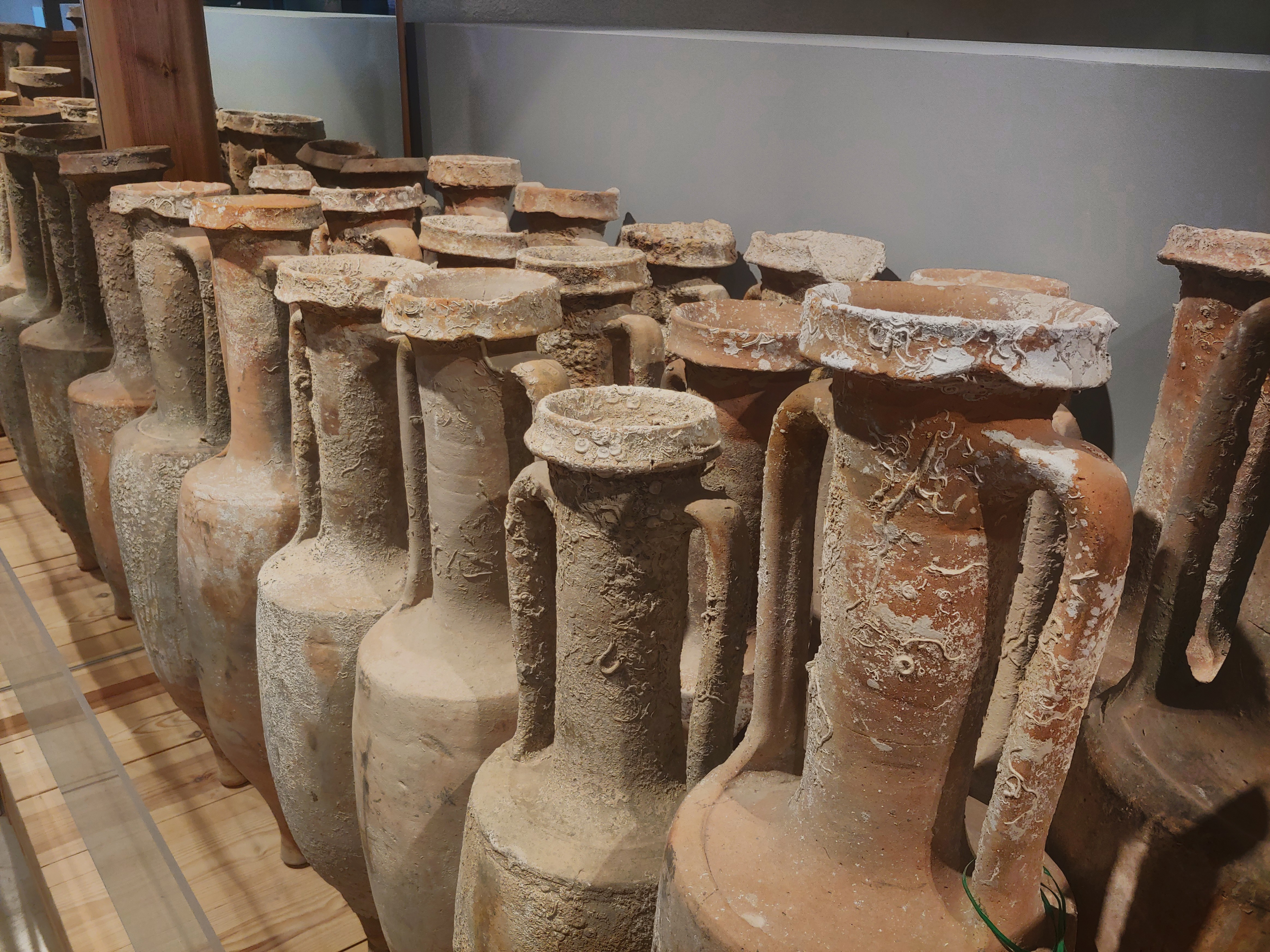
Amphoren in Lattara.

Seit 1983 wird das Gebiet intensiv untersucht. Dazu kaufte der französische Staat ein etwa 9 ha großes Areal auf und richtete hier ein Forschungs- und Ausbildungszentrum für Archäologie ein. Angeschlossen ist das Musée archéologique Henry-Prades, welches neben den Funden aus Latara auch solche aus der gesamten Region zeigt.
Während dreier Exkursionen des Instituts für Geophysik und Meteorologie der Technischen Universität Braunschweig wurden 1987, 1991 und 1992 große Teile des Geländes mit geoelektrischen und geomagnetischen Methoden vermessen.
Ergebnisse chemischer Analysen von organischen Verbindungen an einer Kalkstein-Weinpresse von etwa 425–400 v. Chr. stellen den frühesten archäologischen Nachweis für Weinkultur in Frankreich dar. Dadurch wird die These gestützt, wonach der Import von etruskischem Wein per Schiff nach Latara den Ausschlag gab für die Entwicklung eines eigenständigen keltischen Weinanbaus in Südfrankreich.